# Erotik
Erotik (со швед. — «Эротизм») — второй полноформатный студийный альбом группы Lifelover, записанный в сентябре — декабре 2006 года в Стокгольме и выпущенный на CD в феврале 2007 года Total Holocaust Records и на виниле в октябре 2007 года Eternity Records и Blut & Eisen Productions тиражом 500 экземпляров.
Пластинка выдержана в рамках депрессивно-суицидального блэк-метала и является типичным примером смешения музыкальных стилей, характерных для жанра.
Запись альбома Erotik прошла в обновлённом составе: к группе присоединился ритм-гитарист Хенрик Халдтгрен (H.).

## Список композиций
| №   | Название                                          | Текст песни | Музыка | Длительность |
| --- | ------------------------------------------------- | ----------- | ------ | ------------ |
| 1.  | «Förspel & intrång» (инструментальная композиция) |             | B      | 1:28         |
| 2.  | «Sweet Illness of Mine»                           | LR          | ( )    | 3:12         |
| 3.  | «I Love (To Hurt) You»                            | B           | B      | 4:01         |
| 4.  | «En man i sina sämsta år»                         | B           | H. / B | 4:38         |
| 5.  | «Dödens landsväg»                                 | LR          | B      | 3:50         |
| 6.  | «Välkommen till Pulvercity»                       | LR          | B      | 3:41         |
| 7.  | «Saltvatten (Du + jag vs. Tellus)»                | LR          | B      | 3:38         |
| 8.  | «Besatt»                                          | 1853        | ( )    | 3:35         |
| 9.  | «Höstdepressioner»                                | LR          | B      | 3:54         |
| 10. | «Humörets bottenvåning»                           | LR          | B      | 3:11         |
| 11. | «Museum of Past Affections»                       | B           | B      | 6:21         |
| 12. | «Nitlott»                                         | B / LR      | B      | 11:08        |

* - Композиция № 12 содержит песню «M/S Salmonella» из предыдущего альбома группы, Pulver, сыгранную в обратном порядке.

## Участники
- Ким Карлссон «()» — вокал, речь, гитара
- Йонас Бергквист «B» — вокал, гитара, бас, фортепиано, лирика
- Хенрик Халдтгрен «H.» — гитара
- Йохан Габриэльсон «1853» — дополнительный вокал, речь, лирика
- Рикард Остром «LR» — вокал (на композициях 4 и 7), лирика